# Adela Galiana Albaladejo
Adela Galiana Albaladejo   (Torrevella, 10 de juliol de 1825 - Madrid, valor desconegut) també coneguda com a Adela Galiana de Osterman, va ser una escriptora, dramaturga, poeta i articulista valenciana.

## Biografia
Va nàixer a la localitat valenciana de Torrevella, al Baix Segura, el 10 de juliol de 1825. Quan Adela tan sols tenia quatre anys el seu pare, José Galiana Tarancón, comerciant i primer alcalde de Torrevella durant un breu període (7 de juliol a 14 de desembre de 1830), va ser detingut i enviat al castell de Galeres de Cartagena, com a conseqüència d'aquest fet no tingué una educació acabada. Aviat va sobreeixir d'ella un afany a la lectura, la qual cosa la va induir a escriure les seues pròpies obres, destacant des de molt jove per les seues composicions, tant en prosa com en vers.
El 1850 es va casar a Torrevella amb Atenógenes Sánchez Barceló, del que aviat va enviduar.
El 1861 publica, a València, la seua primera obra: El hombre y su corazón: descripción sucinta de las épocas de su vida, que es va editar i es va imprimir en els tallers de la llibreria de Juan Mariana i Sanz, i va eixir a la venda al preu de dos reals.
Va quedar vídua i va tornar a contraure nou matrimoni entre 1861 i 1865, any en el qual va publicar a Barcelona, en l'establiment tipogràfic de Narcís Ramírez, la seua obra El consejero de los niños, amb el nom d'Adela Galiana de Osterman, cognom del seu segon espòs, el militar Saturnino Osterman i Pérez Caballero; llibre que va ser molt cèlebre, que fins i tot es va fer servir com a manual escolar.
Com a dramaturga només es coneix una obra, Los dos gemelos, drama en vers i compost per tres actes i sis quadres, la redacció dels quals es va concloure a València el dia 6 de maig de 1861. En aquesta obra es reflecteixen tots els tòpics comuns del teatre social del segle xix, en què es reflecteix de manera clara el procés de transformació d'una societat aristocràtica a una societat burgesa emergent. Adela Galiana juga en l'obra amb els desconcerts i malentesos derivats de la confusió d'identitats, de la usurpació de personalitats, del descobriment impactant dels orígens fins llavors ocults d'algun personatge i, en definitiva, amb tots els artificis teatrals que són típics a l'hora d'aprofitar en les taules els esmentats conflictes socials, Alhora pretén representar potser el seu propi origen humil -el seu avi patern, ferrer, i, el matern, jornaler- i la incipient transformació social en la llavors petita població de Torrevella.
El guerrero español, obra que va dedicar a l'exèrcit i marina espanyols, apuntant en alguns poemes opinions nacionalistes -possiblement influenciada per la carrera militar del seu espòs- i Un record de la guerra d'Àfrica, titllant als moros d'infidels i exaltant a l'exèrcit espanyol, les va publicar en 1870. Els versos, escrits durant la contesa, procuren esperonar el valor i el gosadia contra l'enemic. En aquests anys vivia a Madrid, i el fullet, editat en la impremta de R. Vicente, està escrit en prosa amb una poesia al final, i es venia al preu de quatre reals.
També en aquest any de 1870 es posiciona en contra de la instauració en el tron de Amadeu de Savoia, a través del seu article Desperta Espanya, publicat en El Combate, núm. 47, 17 de desembre de 1870.
Uns anys més endavant, en 1881, va estar en crida i cerca per estafa. Hom la descriu com d'alçada regular i vestida decentment, de 53 anys, i en parador ignorat.
En 1883 publica a Madrid l'obra La corona de la juventud. Obra dedicada a S.A.R. la serenísima señora Princesa de Asturias, doña María de las Mercedes, que es va imprimir en la tipografia de M. P. Montoya. Aquest llibre va ser aprovat per a text a les escoles. Publica, aleshores, alguns articles en la premsa madrilenya.
Queda constància que el 20 de desembre de 1885 va ser rebuda per la reina Isabel II amb motiu d'unes poesies dedicades a la memòria del difunt rei Alfonso XII, i el 22 d'aquest mes per la infanta Isabel, que pel que sembla brinda el seu suport a Adela per a futures publicacions. Per la notícia apareguda en premsa sabem que Adela era vídua per segona vegada en aquest moment.
En les últimes dècades del segle xix va col·laborar amb freqüència en el diari La_Correspondencia_Alicantina amb amens articles literaris, així com notícies i contes en diferents publicacions de Madrid, donant a conéixer molts articles recreatius amb alguna poesia de diferent gènere i metre. En 1887, va escriure alguns treballs literaris i poètics en el periòdic La Opinión de Torrevieja, on va publicar el seu últim article conegut al febrer de 1888; és un sentit obituari dedicat al seu nebot Pedro García Ibáñez, mort als 24 anys.
Les seues obres reflecteixen un gran gust literari: coneix els clàssics antics i moderns i rima amb gran soltesa i elegància; els seus versos són rotunds i sonors i demostra en ells inspiració.

## Obra
Com a escriptora, mereixen especial esment les obres:
- 1861. El hombre y su corazón: descripción sucinta de las épocas de su vida
- 1861. Los dos gemelos
- 1865. El consejero de los niños
- 1870. El guerrero español
- 1870. Un recuerdo de la guerra de África
- 1883. La corona de la juventud. Obra dedicada a S.A.R. la serenísima señora Princesa de Asturias, doña María de las Mercedes